# Speedski-Weltcup 2011
Der Speedski-Weltcup 2011 wurde vom 5. März bis 10. April 2011 ausgetragen. Es wurden sieben Einzelwettbewerbe an fünf verschiedenen Orten in Europa und Nordamerika angesetzt.

## Ergebnisse Herren

### Speed 1
| 04.03.2011                                                        | Sun Peaks Resort  | Simone Origone       | Ivan Origone       | Bastien Montes       |
| 05.03.2011                                                        | Sun Peaks Resort  | Simone Origone       | Ivan Origone       | Finn-Arne Stavik     |
| 29.03.2011                                                        | Salla             | Simone Origone       | Ivan Origone       | Bastien Montes       |
| 30.03.2011                                                        | Salla             | Ivan Origone         | Simone Origone     | Bastien Montes       |
| 03.04.2011 1                                                      | Idre              | Klaus Schrottshammer | Simone Origone     | Christian Jansson    |
| 06.04.2011 2                                                      | Hundfjället/Sälen | Christian Jansson    | Simone Origone     | Klaus Schrottshammer |
| 10.04.2011                                                        | Vars              | Wettkampf abgesagt   | Wettkampf abgesagt | Wettkampf abgesagt   |
| 18. bis 21. April 2011 Speedski-Weltmeisterschaft 2011 in Verbier |                   |                      |                    |                      |

### Wertung
| Rang | Name                 | Punkte |
| ---- | -------------------- | ------ |
| 01.  | Simone Origone       | 520    |
| 02.  | Ivan Origone         | 432    |
| 03.  | Christian Jansson    | 232    |
| 04.  | Bastien Montes       | 220    |
| 05.  | Ismael Devenes       | 193    |
| 06.  | Radek Cermak         | 185    |
| 07.  | Klaus Schrottshammer | 160    |
| 08.  | Petr Sterba          | 112    |
| 09.  | Finn-Arne Stavik     | 105    |
| 10.  | Daniel Persson       | 095    |
| 11.  | Teemu Suominen       | 090    |

| Rang | Name             | Punkte |
| ---- | ---------------- | ------ |
| 12.  | Kenneth Dale     | 086    |
| 13.  | Markus Münzer    | 081    |
|      | Neil Munroe      | 081    |
| 15.  | Pavel Nuyanzin   | 080    |
| 16.  | Nigel Brockton   | 072    |
| 17.  | Ricardo Adarraga | 065    |
| 18.  | Andrea Anderlini | 058    |
| 19.  | Daniel Andersson | 053    |
|      | Justin Garey     | 053    |
| 21.  | Don Gagnon       | 050    |
|      | Roger Wickman    | 050    |

| Rang | Name             | Punkte |
| ---- | ---------------- | ------ |
| 23.  | Mats Abrahamsson | 048    |
|      | Hiroshi Kawamata | 048    |
|      | Don Strickland   | 048    |
| 26.  | Eilif-K. Ringnes | 044    |
| 27.  | Eric Strobl      | 040    |
| 28.  | Colin Urquhart   | 036    |
| 29.  | Ole Andre Sørlie | 034    |
| 30.  | John Sharun      | 031    |
| 31.  | David Molyneux   | 029    |
| 32.  | Stephan Schmid   | 022    |

### Speed Downhill
| 04.03.2011                                                        | Sun Peaks Resort  | Stefano Bar        | Sebastian Lindblom | Günther Foidl      |
| 05.03.2011                                                        | Sun Peaks Resort  | Stefano Bar        | Sebastian Lindblom | Reto Eigenmann     |
| 29.03.2011                                                        | Salla             | Sebastian Lindblom | Stefano Bar        | Gerhard Peer       |
| 30.03.2011                                                        | Salla             | Sebastian Lindblom | Stefano Bar        | Günther Foidl      |
| 03.04.2011 1                                                      | Idre              | Sebastian Lindblom | Stefano Bar        | Markus Münzer      |
| 06.04.2011 2                                                      | Hundfjället/Sälen | Stefano Bar        | Sebastian Lindblom | Markus Münzer      |
| 10.04.2011                                                        | Vars              | Wettkampf abgesagt | Wettkampf abgesagt | Wettkampf abgesagt |
| 18. bis 21. April 2011 Speedski-Weltmeisterschaft 2011 in Verbier |                   |                    |                    |                    |

### Wertung
| Rang | Name               | Punkte |
| ---- | ------------------ | ------ |
| 01.  | Stefano Bar        | 135    |
| 01.  | Sebastian Lindblom | 135    |
| 03.  | Günther Foidl      | 74     |
| 04.  | Reto Eigenmann     | 69     |
| 05.  | Gerhard Peer       | 63     |
| 06.  | Christoph Prüller  | 30     |

| Rang | Name          | Punkte |
| ---- | ------------- | ------ |
| 06.  | Markus Münzer | 30     |
| 08.  | Benja Hedley  | 27     |
| 09.  | Jimmy Montes  | 25     |
| 10.  | Zdenek Bartos | 24     |
| 11.  | Vaclav Torok  | 21     |
| 12.  | Jan Magnusson | 20     |

| Rang | Name                  | Punkte |
| ---- | --------------------- | ------ |
| 13.  | Peter Soper           | 16     |
| 14.  | Pierre-Andre Delansay | 14     |
| 15.  | Tom Horn              | 12     |
| 16.  | Miguel Williams       | 9      |

### Speed Downhill Junior
| 04.03.2011                                                        | Sun Peaks Resort  | Joss Advocaat      | Cruize Cleaver     | Elliot Capper      |
| 05.03.2011                                                        | Sun Peaks Resort  | Joss Advocaat      | Cruize Cleaver     | Elliot Capper      |
| 29.03.2011                                                        | Salla             | Erik Backlund      | Robert Samuelsson  | Olof Fernqvist     |
| 30.03.2011                                                        | Salla             | Erik Backlund      | Robert Samuelsson  | Olof Fernqvist     |
| 03.04.2011 1                                                      | Idre              | Erik Backlund      | Robert Samuelsson  | Olle Ferquist      |
| 06.04.2011 2                                                      | Hundfjället/Sälen | Erik Backlund      | Robert Samuelsson  | Olof Fernqvist     |
| 10.04.2011                                                        | Vars              | Wettkampf abgesagt | Wettkampf abgesagt | Wettkampf abgesagt |
| 18. bis 21. April 2011 Speedski-Weltmeisterschaft 2011 in Verbier |                   |                    |                    |                    |

### Wertung
| Rang | Name              | Punkte |
| ---- | ----------------- | ------ |
| 01.  | Erik Backlund     | 100    |
| 02.  | Robert Samuelsson | 080    |
| 03.  | Olof Fernqvist    | 060    |
| 04.  | Karl Fernqvist    | 048    |

| Rang | Name           | Punkte |
| ---- | -------------- | ------ |
| 05.  | Cruize Cleaver | 045    |
|      | Joss Advocaat  | 045    |
| 07.  | Elliot Capper  | 030    |
| 08.  | Tommy Jechoux  | 020    |

| Rang | Name              | Punkte |
| ---- | ----------------- | ------ |
| 09.  | Christopher Löved | 010    |
|      | Truls Norell      | 010    |

## Ergebnisse Damen

### Speed 1
| Datum                                                             | Austragungsort    | Sieger             | Zweiter            | Dritter             |
| ----------------------------------------------------------------- | ----------------- | ------------------ | ------------------ | ------------------- |
| 04.03.2011                                                        | Sun Peaks Resort  | Sanna Tidstrand    | Linda Baginski     | Sarah McDiarmid     |
| 05.03.2011                                                        | Sun Peaks Resort  | Sanna Tidstrand    | Linda Baginski     | Sarah McDiarmid     |
| 29.03.2011                                                        | Salla             | Sanna Tidstrand    | Jennifer Romano    | Linda Baginski      |
| 30.03.2011                                                        | Salla             | Sanna Tidstrand    | Linda Baginski     | Jennifer Romano     |
| 03.04.2011 1                                                      | Idre              | Sanna Tidstrand    | Linda Baginski     | Liss-Anne Pettersen |
| 06.04.2011 2                                                      | Hundfjället/Sälen | Sanna Tidstrand    | Linda Baginski     | Liss-Anne Pettersen |
| 10.04.2011                                                        | Vars              | Wettkampf abgesagt | Wettkampf abgesagt | Wettkampf abgesagt  |
| 18. bis 21. April 2011 Speedski-Weltmeisterschaft 2011 in Verbier |                   |                    |                    |                     |

### Wertungen
| Rang | Name            | Punkte |
| ---- | --------------- | ------ |
| 01.  | Sanna Tidstrand | 150    |
| 02.  | Linda Baginski  | 115    |
| 03.  | Jennifer Romano | 35     |

| Rang | Name                | Punkte |
| ---- | ------------------- | ------ |
| 04.  | Liss-Anne Pettersen | 30     |
|      | Sarah McDiarmid     | 30     |
| 06.  | Lisa Hovland-Udén   | 24     |

### Speed Downhill
| Datum                                                             | Austragungsort    | Sieger             | Zweiter            | Dritter            |
| ----------------------------------------------------------------- | ----------------- | ------------------ | ------------------ | ------------------ |
| 04.03.2011                                                        | Sun Peaks Resort  | -                  | -                  | -                  |
| 05.03.2011                                                        | Sun Peaks Resort  | -                  | -                  | -                  |
| 29.03.2011                                                        | Salla             | Sara Niemi         | -                  | -                  |
| 30.03.2011                                                        | Salla             | Sara Niemi         | -                  | -                  |
| 03.04.2011 1                                                      | Idre              | -                  | -                  | -                  |
| 06.04.2011 2                                                      | Hundfjället/Sälen | -                  | -                  | -                  |
| 10.04.2011                                                        | Vars              | Wettkampf abgesagt | Wettkampf abgesagt | Wettkampf abgesagt |
| 18. bis 21. April 2011 Speedski-Weltmeisterschaft 2011 in Verbier |                   |                    |                    |                    |

### Speed Downhill Junior
| Datum                                                             | Austragungsort    | Sieger             | Zweiter            | Dritter            |
| ----------------------------------------------------------------- | ----------------- | ------------------ | ------------------ | ------------------ |
| 04.03.2011                                                        | Sun Peaks Resort  | -                  | -                  | -                  |
| 05.03.2011                                                        | Sun Peaks Resort  | -                  | -                  | -                  |
| 29.03.2011                                                        | Salla             | -                  | -                  | -                  |
| 30.03.2011                                                        | Salla             | -                  | -                  | -                  |
| 03.04.2011 1                                                      | Idre              | -                  | -                  | -                  |
| 06.04.2011 2                                                      | Hundfjället/Sälen | Sara Niemi         | -                  | -                  |
| 10.04.2011                                                        | Vars              | Wettkampf abgesagt | Wettkampf abgesagt | Wettkampf abgesagt |
| 18. bis 21. April 2011 Speedski-Weltmeisterschaft 2011 in Verbier |                   |                    |                    |                    |